# 火之丸相撲
《火之丸相撲》是川田創作的相撲題材日本漫畫作品，自《週刊少年Jump》2014年26號起連載至2019年34號為止，全250話。全24集電視動畫於2018年10月至2019年3月播放。

## 故事大綱

### 學生相撲篇（1-159）
僅有一人的大太刀高中相撲社來了一位新生潮火之丸，他在小學時代就展現才能，被譽為「鬼丸」且被視為未來的橫綱的人選，但上中學後的火之丸卻因為身高矮人一截而逐漸無名，甚至被認為是遭到相撲之神厭棄。火之丸對相撲的熱情並沒有消退，他透過比別人更多的訓練彌補身高的差距，並在高中加入由小關信也擔任社長的相撲社、開始展露頭角。
在集結五條佑真、國崎千比路和三橋螢三位社員後，他們參加了新人賽，雖然火之丸止步於16強，但他激起了前任橫綱之子久世草介的競爭心。在火之丸小學時的友人桐仁加入社團並擔任教練後，眾人為了夏季高校聯賽而努力。桐仁安排火之丸到柴木山相撲館拜師，在經過一個月的訓練後，他們在與石神高中的團體戰中取勝並贏得全國高中大賽出賽資格，在個人戰中，負傷的火之丸連勝國崎和小關，取得優勝。他們獲得全校的歡呼，佑真的妹妹禮奈也因此入社擔任社團經理。為準備全國大賽，在柴木山的安排下，相撲社到名古屋與現役大關練習，火之丸受到前任橫綱駿海賞識，接受他的指導。
全國大賽開幕，火之丸在個人賽中對上前任高中橫綱、也是自己的目標天王寺獅童，儘管奮戰不懈，但他仍落敗負傷。大太刀在缺少火之丸的情況下直落三擊敗對手，在火之丸治好傷勢後，大太高更在團體戰中接連取勝。在最終日，火之丸接連使出夥伴們的招式擊敗了天王寺，並使出自己的絕招「鬼車」戰勝草介，率領大太高獲得團體賽優勝。之後，火之丸參加了全日本相撲大賽，雖然他因為左臂負傷只獲得第三名，但還是取得了進入大相撲的資格。

### 大相撲篇（160-250）
成為力士的火之丸在賽事中傷了右臂，使得他無法使用「鬼車」並因此休養兩年。在七月場所裡，位列西前頭第13名的火之丸以12勝3敗的成績完賽。達成44次優勝的現任橫綱刃皇宣布如果下次獲勝就要引退，相撲界為之譁然。火之丸和禮奈遇見了刃皇及其妻子由美。刃皇認為以火之丸正在走向死路，並質問他想追求何種相撲之道；火之丸並在由美刺激下，確認了自己對禮奈的心意。當晚，禮奈以相撲的形式把火之丸推倒，兩人就此交往。
為了擊敗刃皇，火之丸參加大和國班的合宿練習，而禮奈跟著由美學習，讓自己能成為火之丸的助力。合宿期間，火之丸確立了自己要追尋的是不讓師兄弟蒙羞的相撲道，是拚命也想證明的「愛」的型態，但他這種找死的心態也讓禮奈感到不安。火之丸晉升到西前頭第3名，面對即將到來的九月場地，刃皇向所有參賽者放話，質問他們是否有「愛」。火之丸在九月場地首日險勝，但次日慘敗給刃皇，還被他藉機提點，再加上與禮奈的促膝長談，終於讓明白自己的相撲必須帶來為他人帶來幸福和喜悅。透過高中時代的夥伴襄助，火之丸施展鬼車取勝，並在對決中展現出「愛」，他還在獲勝後向禮奈求婚，之後也獲得禮奈的家人首肯。
火之丸找回右臂受傷前的手感，接連擊敗草介、天王寺、小關等勁敵，最終與刃皇再次於土俵上交鋒。刃皇展現出神一般的實力，而一路以來反抗相撲之神的火之丸抓到了刃皇的破綻，將他搏倒。火之丸取得了首次的優勝，儘管大相撲的路仍遙遠，但他在獲勝的當下感到無比幸福。

## 登場角色
配音-分鏡廣播劇版/動畫版，只有一個配音名字的情況下為動畫版本

### 相撲社

#### 大太刀高中
潮 火之丸
配音- 江口拓也 / 阿部敦（日）；賈文安、穆宣名（幼年）（台）
主角。大太刀高中一年級。身高152公分→157公分（大相撲篇），體重79公斤→92公斤（160話）。外號國寶「鬼丸國綱」。
在小學生時代是獲得連兩屆小學生橫綱的相撲選手，但因為身高非常矮、在中學後遇到瓶頸連連敗退至此從中學相撲界消失，透過三年間嚴苛的訓練，才終於在高中再度站上相撲界。
在相撲最需要的體格上遜色而努力鍛鍊技巧與膽識，以正面較勁的橫綱風格相撲戰勝對手。
原先並非要就讀大太刀高中，只是迷路恰巧向該校相撲社的小關信也問路時，巧遇小關被當時還是不良少年的佑真欺負而挺身而出，事後留在大太刀高中與小關重建相撲社。
絕技為「鬼車」﹐「鬼嵐」、「百鬼薙」、「百千夜叉墜」。
小關 信也
配音-村田太志 / 落合福嗣（日）；魏德（台）
三年級，相撲社社長。身高173公分，體重108公斤。
獨自一人撐持著相撲社，在火之丸加入後開始積極面對逆境並增強實力，甚至能與火之丸在相撲台上戰的勢均力敵。
雖然技巧不夠熟練，但靠著鍛鍊過後的體與強韌的心進行對壘，在土俵上展現無愧於相撲社部長的強韌實力，也因此對自己的身體要求特高，與其他相撲手比較，他的胃口相當小。
宣言未來將會與火之丸在職業相撲場上一較高下，即使深知火之丸不可能通過體能檢測，因為火之丸不可能長高至167cm。
五條 佑真
配音-武内駿輔 / 熊谷健太郎（日）；陳彥鈞（台）
三年級，身高186公分，體重87公斤。學生會副會長五條禮奈的哥哥。
擅長空手道，原本是看不起相撲的不良少年，在火之丸的影響下對相撲產生興趣。有一身好廚藝。
對於曾被他摧毀的相撲社有著複雜的情感，後解開心結為了能大太高成為日本第一的隊伍而戰。
絕技為「諸手推」、「捲手翻扣」、「破城掌」。
國崎 千比路
配音- 佐藤拓也（日）；胡鎮璽（台）
美日混血兒，曾在一年級時獲得摔角全國優勝，並以稱霸世界上所有格鬥技為目標，代表美國參加綜合格鬥，被稱為「國體王者」，二年級時由於以摔角規則敗給相撲規則的鬼丸而加入相撲社，具有優秀資質，能迅速學習對手的招式，在團體賽中接連擊敗國寶級選手，外號為「吞噬國寶」，堪稱是大太高最讓人安心的中流砥柱，也是除了火之丸外最重要的得分主力。
三橋 蛍
配音- 村瀬歩（日）；賈文安（台）
一年級，憧憬鬼丸在相撲台的表現而自願加入了相撲部，在所有成員中是體格與資質最差的一人。
為了追上眾人而拼命努力，自知無法如鬼丸那般以橫綱的姿態面對，轉而磨練變化技巧，決心要用能用的所有方式幫助大太高成為日本第一。
絕技為「八艘飛越」。
辻 桐仁
配音-寺島拓篤（日）；孟慶府、穆宣名（幼年）（台）
一年級，曾與火之丸並列為小學橫綱，外號為國寶「鬼切安綱」，在大太刀相撲社重新成立後，擔任教練的職務。
以教練的身分幫助大太高的選手鍛鍊腳力、腰力和基礎特長，本身也有出眾的相撲技巧，也曾經備受矚目。
由於肺部的缺陷，只能在土俵上戰鬥二十秒而自嘲是缺陷力士，卻在螢的激勵下重新找回身為力士的自己而作為候補選手登場。
絕技為「原型三點投」、「頭部扭倒」。
五條 禮奈
配音-小松未可子（日）；穆宣名（台）
二年級，身高167公分，體重51公斤。佑真的妹妹，學生會副會長，與成為不良少年的哥哥佑真表面看似有反差，但暗地有戀兄情結，對於哥哥敗給火之丸和加入相撲社一開始感到不解。
剛開始認為相撲是種一點都不帥氣的運動，實際看過眾人的比賽與努力後逐漸改觀，後正式成為大太高相撲社的經理。
曾於火之丸在前任橫綱駿海處修行時陪同，進而得到了突破修練謎題的契機。
漫畫後期與火之丸成為男女朋友關係。
堀 千鶴子
配音-田辺留依（日）；穆宣名（台）
一年級，在電車上遭遇色狼時被火之丸所救，為了想要擺脫軟弱的自己加入相撲社成為經理。
個性與禮奈相較下很沉默，但會在關鍵點出問題所在，為了做好經理職務而大量吸引有關相撲的知識。

#### 石神高中
沙田美月
配音- 石川界人（日）；胡鎮璽、穆宣名（幼年）（台）
石神高中一年級，相撲社王牌，初中橫綱。身高182公分，體重91公斤。外號為國寶「三日月宗近」，是技術型相撲手，在與火之丸的相撲比賽前兜襠布從來沒有被人碰過。在小學參加相撲前，在籃球、足球和棒球都拿下全國冠軍，最後看到潮火之丸的相撲而決定加入相撲社。絕招是「下弦之月」、「上弦之月」、「雙月」。
在被火之丸打敗後，和火之丸等人建立起友誼，同時幫忙提升大太高相撲社其他人的實力，本人亦有到場替火之丸等人加油。
金盛 剛
配音-木村昴（日）；孟慶府（台）
石神高中三年級，相撲社的主將，身高189公分，體重138公斤。雖然生性隨和，對沙田美月寵愛有加，曾擊退多名流氓，被誤認為前流氓。
真田 勇氣
配音-嘉人（日）；陳彥鈞（台）
石神高中三年級的相撲社隊長。身高175公分，體重121公斤。生性暴戾，對相撲極為認真。在「血煙之一夜」事件中以一擊退多名前來相撲社道場放火鬧事的流氓。也是石神高中相撲社中最沒有看不起小關的人。
荒木 源之助
配音-浪川大輔（日）；陳彥鈞（台）
石神高中一年級的相撲社員。身高179公分，體重86公斤。第五人，擅長柔道，也是借相撲成為綜合格鬥手。
間宮 圭一
配音-松川裕輝（日）；魏德（台）
石神高中二年級的相撲社員。重量級選手，身高182公分，體重166公斤。
菅原 隆史
石神高中相撲社監督。37歳，已婚。日本史的教師。風貌和性格都很温厚、沒有作為相撲選手的經驗。

#### 榮華大附屬高中
位於埼玉縣，關東地方第一常勝軍，過去IH團體戰準優勝的強校。
久世 草介
配音- 武内駿輔（日）；陳彥鈞（台）
榮華大附屬高中一年級的相撲社員。身高195公分，體重142公斤。外號為沉睡的国宝「草薙劍」。
外形壯碩高大但個性溫良，與霸氣外露的天王寺獅童形成強烈對比，但其相撲實力強過天王寺獅童，與火之丸關係不錯但也是其競爭對手。
絕技：『大蛇斷』、『真.大蛇斷』、『身神槌』
狩谷 俊
配音- 吉永拓斗（日）；孟慶府（台）
榮華大附屬高中一年級的相撲社員。身高164公分，體重71公斤。雖然身材矮小，但曾是初中輕量級冠軍，也是IH 公開級8強，唯一一位可以抵擋火之丸的「鬼車」和「鬼嵐」的一年生。
四方田 盡
配音-杉山紀彰（日）；胡鎮璽（台）
榮華大附屬高中三年級的相撲社主將。身高184公分，體重165公斤。
澤井 理音
配音-八代拓（日）；魏德（台）
榮華大附屬高中二年級的相撲社員。身高183公分，體重149公斤。
兵藤 真磋人
榮華大附屬高中三年級的相撲社員。身高186公分，體重128公斤。
丹尼爾 史蒂芬諾夫
配音-富森贾斯汀（日）；魏德（台）
榮華大附屬高中二年級的相撲社員。身高199公分，體重131公斤。保加利亞出生的留學力士。
中嶋 悠希
榮華大附屬高中三年級的相撲社副主將。身高188公分，體重119公斤。

#### 鳥取白樓高中
位於鳥取縣，全國屈指可數的強校，在全國大會團體賽取得六連霸。
天王寺 獅童
配音-竹内良太（日）；胡鎮璽（台）
鳥取白樓高中三年級的相撲社主將。身高188公分，體重139公斤。外號為國寶「童子切安綱」，近代史上最強的高中橫綱。
天王寺 咲
配音- 八卷安奈（日）；穆宣名（台）
鳥取白樓高中一年級的相撲社經理。身高152公分，體重40公斤。她是天王寺獅童的妹妹。
巴特蒙赫・巴特巴亞爾
配音- 大河元氣（日）；孟慶府（台）
鳥取白樓高中一年級的相撲社員。身高181公分，體重100公斤。蒙古國的留學生。
加納 彰平
配音-增田俊樹；魏德（台）
鳥取白樓高中三年級的相撲社員。身高189公分，體重114公斤。外號為國寶「大包平」。
有遇到不愉快或討厭的事，會穿圍裙直接在社辦炸雞塊的怪癖。
榎 晋太郎
配音-田丸篤志（日）；魏德（台）
鳥取白樓高中二年級的相撲社員。身高174公分，體重82公斤。
首藤 正臣
配音-鈴木崚汰（日）；陳彥鈞（台）
鳥取白樓高中三年級的相撲社員。身高187公分，體重188公斤。

#### 其他高中的相撲社
日景 典馬
配音-細谷佳正（日）；孟慶府（台）
石川縣金澤北高中二年級的相撲社員。身高202公分，體重119公斤。外號為國寶「大典太光世」。
野地 數興
青森縣三之矢實業高中三年級的相撲社員。身高192公分，體重220公斤。外號為國寶「數珠丸恆次」。

### 大相撲相關人士

##### 柴木山部屋
柴木山 明雄
配音-鄉田穗積（日）；胡鎮璽（台）
柴木山部屋的親方。身高172公分(公稱)，體重145公斤(現役時)。49歳。
四股名為「薫山明雄」（かおるやま あきお）。本名為佐山薫（さやま かおる）。最高位為西關脇。退役前以橫綱式猛攻聞名全國，退役後以嚴苛訓練見稱。
冴之山 紀洋
配音-新垣樽助（日）；孟慶府（台）
柴木山部屋的部屋頭（在該部屋最高位的力士）。本名長谷川紀洋(はせがわ のりひろ)。身高191公分，體重149公斤。23歳。
排名為幕内西前頭九枚目（最高位時為西前頭筆頭）。
寺原 拓哉
配音-柿原徹也（日）；陳彥鈞（台）
柴木山部屋剛從高中畢業後入門的新弟子力士。身高185公分，體重135公斤。19歳。

##### 現役力士
刃皇
3位現役横綱中的其中一位。蒙古人。鳥取白樓高中出身的留学生。響應駿海的要求，與火之丸有一次的練習。
大景勝 優清
沒有優勝經驗，但被日本人認定為最強力士的大關。本名為日景 優清(ひかげ ゆうせい)。日景典馬的哥哥。
三尾錦
配音-坂卷學（日）；胡鎮璽（台）
排名為幕内東前頭八枚目。
岩竜
配音-藤原貴弘（日）；魏德（台）
排名為幕內西前頭五枚目。

##### 退役人士
駿海 登喜雄
配音-井上和彥（日）；陳彥鈞（台）
前任橫綱，柴木山親方的師傅。71歳。身高184公分，體重136公斤(現役時)。本名尾川登喜雄。
現役時代為幕内優勝11回的名横綱。
大和国 清一
配音-松田賢二（日）；胡鎮璽（台）
久世草介的父親，本作品内是最後的日本人横綱。身高187公分，體重159公斤(現役時)。39歳。
四股名為「大和国」。本名是久世清一（くぜ せいいち），最高位為東横綱。
現為一代年寄「大和国親方」。

### 其他人物
名塚 景子
「月刊相撲道」的女性記者。年齢為20多歳。
宮崎 敏夫
「月刊相撲道」的記者。
高荷 志帆
配音-遊井亮子（日）；穆宣名（台）
佑真過去學習空手道時道場的師傅，佑真後因打架被逐出師門。佑真因相撲又重回道場請較。
蟹江 哲治
配音-小暮閣下（日）；魏德（台）
柴木山親方在現役時代，偏愛的醫生。

## 出版書籍

### 單行本
| 卷數 | 日文標題 | 中文標題             | 集英社        | 集英社                 | 東立出版社    | 東立出版社             |
| 卷數 | 日文標題 | 中文標題             | 發售日期      | ISBN                   | 發售日期      | ISBN                   |
| ---- | -------- | -------------------- | ------------- | ---------------------- | ------------- | ---------------------- |
| 1    |          | 潮 火之丸            | 2014年9月4日  | ISBN 978-4-08-880254-1 | 2015年6月17日 | ISBN 978-986-431-261-0 |
| 2    |          | 鬼丸國綱與三日月宗近 | 2014年11月4日 | ISBN 978-4-08-880255-8 | 2016年10月6日 | ISBN 978-986-431-262-7 |
| 3    |          | 關東新人大賽開幕     | 2015年2月4日  | ISBN 978-4-08-880305-0 | 2017年3月2日  | ISBN 978-986-431-263-4 |
| 4    |          | 鬼丸國綱與草薙劍     | 2015年4月3日  | ISBN 978-4-08-880334-0 | 2018年9月14日 | ISBN 978-986-431-264-1 |
| 5    |          | 發展潛能             | 2015年7月3日  | ISBN 978-4-08-880428-6 | 2019年2月12日 | ISBN 978-986-431-852-0 |
| 6    |          | 超越想象吧！！       | 2015年9月4日  | ISBN 978-4-08-880464-4 | 2020年2月3日  | ISBN 978-986-462-197-2 |
| 7    |          |                      | 2015年11月4日 | ISBN 978-4-08-880501-6 |               |                        |
| 8    |          |                      | 2016年2月4日  | ISBN 978-4-08-880606-8 |               |                        |
| 9    |          |                      | 2016年4月4日  | ISBN 978-4-08-880653-2 |               |                        |
| 10   |          |                      | 2016年7月4日  | ISBN 978-4-08-880688-4 |               |                        |
| 11   |          |                      | 2016年9月2日  | ISBN 978-4-08-880778-2 |               |                        |
| 12   |          |                      | 2016年11月4日 | ISBN 978-4-08-880808-6 |               |                        |
| 13   |          |                      | 2017年2月3日  | ISBN 978-4-08-881003-4 |               |                        |
| 14   |          |                      | 2017年4月4日  | ISBN 978-4-08-881048-5 |               |                        |
| 15   |          |                      | 2017年6月2日  | ISBN 978-4-08-881176-5 |               |                        |
| 16   |          |                      | 2017年9月4日  | ISBN 978-4-08-881203-8 |               |                        |
| 17   |          |                      | 2017年11月2日 | ISBN 978-4-08-881222-9 |               |                        |
| 18   |          |                      | 2018年1月4日  | ISBN 978-4-08-881319-6 |               |                        |
| 19   |          |                      | 2018年3月2日  | ISBN 978-4-08-881360-8 |               |                        |
| 20   |          |                      | 2018年5月2日  | ISBN 978-4-08-881410-0 |               |                        |
| 21   |          |                      | 2018年8月3日  | ISBN 978-4-08-881536-7 |               |                        |
| 22   |          |                      | 2018年10月4日 | ISBN 978-4-08-881587-9 |               |                        |
| 23   |          |                      | 2018年12月4日 | ISBN 978-4-08-881664-7 |               |                        |
| 24   |          |                      | 2019年2月4日  | ISBN 978-4-08-881721-7 |               |                        |
| 25   |          |                      | 2019年5月2日  | ISBN 978-4-08-881830-6 |               |                        |
| 26   |          |                      | 2019年7月4日  | ISBN 978-4-08-881879-5 |               |                        |
| 27   |          |                      | 2019年10月4日 | ISBN 978-4-08-882078-1 |               |                        |
| 28   |          |                      | 2019年12月4日 | ISBN 978-4-08-882140-5 |               |                        |

### 小說版
著者：久麻當郎
| 書名 | 火ノ丸相撲 四十八手 | 火ノ丸相撲 四十八手    |
| 卷數 | 集英社              | 集英社                 |
| 卷數 | 發售日期            | ISBN                   |
| ---- | ------------------- | ---------------------- |
| 1    | 2016年2月4日        | ISBN 978-4-08-703387-8 |
| 2    | 2017年11月2日       | ISBN 978-4-08-703436-3 |
| 3    | 2018年10月4日       | ISBN 978-4-08-703462-2 |

## 電視動畫
2018年10月於TOKYO MX電視台放映，台灣於2019年8月在衛視電影台首播。

### 製作人員
- 原作 - 川田
- 總監督・系列構成・音響監督 - 宇田鋼之介
- 監督 - 山本靖貴
- 人物設計・總作畫監督 - 田中紀衣
- 機械設定作監 - 楡木哲郎
- 美術監督 - 市倉敬
- 色彩設計 - 長尾朱美
- 編集 - 渡邉千波
- 攝影監督 - 武原健二
- 音樂 - ジェイムス下地
- 音楽製作人- 堀切伸二
- 音樂製作 - 波麗佳音
- 監製 - 高橋知子、木下哲哉、大好誠、椛嶋麻菜美、大和田智之、鈴木脩一
- 動畫製作人 - 吉本聡
- 動畫製作 - GONZO
- 製作 -「火ノ丸相撲」製作委員会（NAS、Pony Canyon、集英社、CA-Cygamesアニメファンド、BS11、神南スタジオ）

### 主題曲
片頭曲「FIRE GROUND」（第1話 - 第14話）
作詞、作曲：藤原聰，編曲、主唱：Official髭男dism
片頭曲「Be the NAKED」（第15話 - 第24話）
作詞 - SAEKI youthK、SHINYA / 作曲 - Obi Mhondera、Kyler Niko、Coach & Sendo / 編曲 - Coach & Sendo / 歌 - Lead
片尾曲（第1話 - 第14話）
作詞: 赤飯、ぽにきんぐだむ ，作曲: 324，編曲、主唱：オメでたい頭でなにより
片尾曲「桜咲け」（第15話 - 第24話）
作詞・作曲 - 吉田優成 / 編曲 - 涌井啓一 / 歌 - 吉田山田

### 各話標題
| 話數       | 副標題                     | 劇本     | 分鏡           | 演出       | 作畫監督                                                                            | 動作作畫監督 |
| ---------- | -------------------------- | -------- | -------------- | ---------- | ----------------------------------------------------------------------------------- | ------------ |
| 第一番     | 國寶・鬼丸國綱             | 入江信吾 | 宇田鋼之介     | 宇田鋼之介 | 渡邊浩二                                                                            | 小澤和則     |
| 第二番     | 摔跤vs相撲                 | 山本靖貴 | 山本靖貴       | 嵯峨敏     | 岡崎博美、山村俊了                                                                  | 楡木哲郎     |
| 第三番     | 草薙劍                     | 山田由香 | 伴山人         | 大庭秀昭   | 山﨑展義                                                                            | 小澤和則     |
| 第四番     | 太刀高的第五人             | 入江信吾 | 上坪亮樹       | 村山靖     | 岡辰也                                                                              | 楡木哲郎     |
| 第五番     | 豪爽力士沙田美月           | 山本靖貴 | 齊藤啓也       | 齊藤啓也   | 南伸一郎、山村俊了、 大石美繪、 櫻井木之實                                          | 小澤和則     |
| 第六番     | 魁!!柴木山部屋             | 山田由香 | 西田正義       | 嵯峨敏     | Mubon Hyeong Jun、Han Se Hwan Ryu Joong Hyeon                                       | 楡木哲郎     |
| 第七番     | 愚直的小丑                 | 入江信吾 | 大嶋博之       | 秦義人     | 桝井一平、 川口弘明                                                                 | 小澤和則     |
| 第八番     | 覆水難收                   | 山本靖貴 | 西田正義       | 池田重隆   | 萩原承智、櫻井拓郎 Kプロダクション、Cho Yong Joo                                    | 楡木哲郎     |
| 第九番     | 鬼與月                     | 山田由香 | 若野哲也       | 若野哲也   | 田中紀衣、升谷由紀 佐藤愛架、下條祐未 阿部安佳里                                    | 若野哲也     |
| 第十番     | 決不退讓的心情             | 入江信吾 | 齊藤啓也       | 齊藤啓也   | 南伸一郎、山本里織 しまだひであき                                                   | 楡木哲郎     |
| 第十一番   | 燒肉                       | 山本靖貴 | 西田正義       | 村山靖     | 岡辰也、北條直明                                                                    | 小澤和則     |
| 第十二番   | 激戰!!名古屋城             | 山田由香 | スズキダトシオ | 前園文夫   | 小林一三、青柳謙二 飯飼一幸、小笠原理恵                                             | 楡木哲郎     |
| 第十三番   | 一百日元的修行             | 入江信吾 | 池田重隆       | 池田重隆   | PAK pro （IM CHAE GIL、PARK JAE SUK HA HYUNG OUK、YEO JONG SIK）                    | 小澤和則     |
| 第十四番   | 高中校際聯賽開幕           | 山本靖貴 | 西田正義       | 大久保唯男 | 七霊石 （毛毛、梁世挺、唐唐）                                                       | 楡木哲郎     |
| 第十五番   | 鬼丸國綱與童子切安綱       | 山田由香 | 西田正義       | 奥野浩行   | 奥野浩行、岡辰也 七霊石、（柴辰鐘、周建、朱暁林） Kプロダクション（金海淑、洪青龍） | 小澤和則     |
| 第十六番   | 美味的國寶                 | 入江信吾 | 高本宣弘       | 土屋康郎   | Jo Yongjoo Kim Daehoon、Kim Heekang                                                 | 楡木哲郎     |
| 第十七番   | 被相撲之神眷顧的男人       | 成田良美 | 池田重隆       | 池田重隆   | 萩原省智、櫻井拓郎 辻浩樹、Zearth Sato Kプロダクション（金海淑、洪青龍）            | 小澤和則     |
| 第十八番   | 我的獲勝方式               | 山田由香 | スズキダトシオ | 吉川志我津 | 大沢美奈、しまだひであき 山本里織、山村俊了                                         | 楡木哲郎     |
| 第十九番   | 弱小的心志，強大的意志     | 入江信吾 | 大庭秀昭       | 前園文夫   | 小林一三、青柳謙二 飯飼一幸、山崎展義 小笠原理恵、大野勉                            | 小澤和則     |
| 第二十番   | 鬼丸國綱與童子切安綱，再戰 | 成田良美 | 大嶋博之       | おゆなむ   | 七霊石 （沈霏、林夢、孫鵬）                                                         | 楡木哲郎     |
| 第二十一番 | 笨蛋與笨蛋                 | 山田由香 | 池田重隆       | 池田重隆   | 萩原省智、辻浩樹 櫻井拓郎、Zearth Sato Kプロダクション（金海淑、洪青龍）            | 小澤和則     |
| 第二十二番 | 被遺忘的國寶 鬼切安綱      | 入江信吾 | 川村賢一       | 土屋康郎   | Jo Yongjoo、Kim Heekang In Taesun、Kim Daehoon Jeoung Jinyoung、管振宇              | 阿部恒       |
| 第二十三番 | 發氣揚揚                   | 成田良美 | 池田重隆       | 池田重隆   | 鈴木光                                                                              | 小澤和則     |
| 第二十四番 | 夢想的延續                 | 山田由香 | 宇田鋼之介     | 關谷真實子 | 山本里織、岡崎洋美 山崎展義、阿部恒 しまだひであき、大沢美奈                        | 楡木哲郎     |

### 播放電視台
| 播放地區 | 播放電視台 | 播放日期       | 播放時間（為當地時間）  | 備註 |
| -------- | ---------- | -------------- | ----------------------- | ---- |
| 臺灣     | 衛視電影台 | 2019年8月7日－ | 星期一至五 19:00－20:00 |      |

### BD與DVD
| 卷數 | 發售日期      | 收錄話數        | 規格編號   | 規格編號   |
| 卷數 | 發售日期      | 收錄話數        | BD         | DVD        |
| ---- | ------------- | --------------- | ---------- | ---------- |
| 一   | 2019年1月16日 | 第1話 ~ 第4話   | PCXG-50641 | PCBG-53221 |
| 二   | 2019年2月20日 | 第5話 ~ 第8話   | PCXG-50642 | PCBG-53222 |
| 三   | 2019年3月20日 | 第9話 ~ 第12話  | PCXG-50643 | PCBG-53223 |
| 四   | 2019年4月17日 | 第13話 ~ 第16話 | PCXG-50644 | PCBG-53224 |
| 五   | 2019年6月5日  | 第17話 ~ 第20話 | PCXG-50645 | PCBG-53225 |
| 六   | 2019年7月3日  | 第21話 ~ 第24話 | PCXG-50646 | PCBG-53226 |

## 外部連結
- 週刊少年Jump官方網站 （页面存档备份，存于）（日語）
- 火之丸相撲特輯 | 集英社『週刊少年Jump』官方網站 （页面存档备份，存于）（日語）
- 『火之丸相撲』集英社-VOMIC-（日語）
- 『火之丸相撲』的X（前Twitter）（日語）